# Creedence Clearwater Revival

Logotipo

Creedence Clearwater Revival o Creedence (a veces estilizado como CCR) fue una banda estadounidense de rock, popular a fines de la década de 1960 y comienzos de los 70.
El estilo musical de Creedence combinó el Roots rock con Swamp blues y elementos del Blue-eyed soul y Rock Psicodélico con claras influencias de la música inspirada en las raíces tradicionales de la música estadounidense, no existía en la época en que se formó CCR, pero hoy en día sería perfectamente aplicable a su estética. En sus primeros álbumes tenía un sonido bastante psicodélico y considerados como la banda precursora del Grunge.
Es considerada una de las mejores bandas de la historia de la música  y una de las más populares e influyentes.La revista Rolling Stone los ubicó en el puesto 82 de su lista "100 Greatest Artists of All Time".

## Historia

### 1959-1967: antes de Creedence Clearwater Revival
John Fogerty, Doug Clifford y Stu Cook, todos ellos nacidos en 1945, se conocieron en los cursos superiores de secundaria en El Cerrito, condado de Contra Costa, California, y comenzaron a tocar música bajo el nombre de The Blue Velvets. El trío sería respaldado por Tom Fogerty, el hermano mayor de John, en algunos eventos en directo y en grabaciones. En 1964, firmaron un contrato con Fantasy Records, un sello discográfico independiente establecido en San Francisco.
Para su primer trabajo discográfico, el propietario de Fantasy Records Max Weiss los renombró como The Golliwogs, aparentemente para sumarse a la ola de bandas británicas con nombres similares.
Durante este periodo, los papeles de cada miembro del grupo sufrieron cambios. Stu Cook cambiaría el piano por el bajo, mientras que Tom Fogerty se convirtió en el principal guitarrista rítmico. Por su parte, John Fogerty comenzó a componer nuevo material y pasó a conformar la voz principal, como Tom Fogerty recordaría años después: «Yo podía cantar, pero John tenía un sonido».

### 1967-1968: El éxito
El grupo sufrió un leve revés en 1966 cuando John Fogerty y Doug Clifford fueron llamados para incorporarse a realizar el servicio militar. En 1967, tras el regreso de ambos, Saul Zaentz ofreció al conjunto grabar un álbum completo, con la única condición de que cambiaran de nombre. Al estar disconformes con el nombre de The Golliwogs, los cuatro miembros del grupo aceptaron la propuesta. Zaentz y el grupo acordaron regresar con diez sugerencias cada uno, aunque el propio Zaentz ya se sentía entusiasmado con la primera de todas: Creedence Clearwater Revival. La banda tomó tres elementos: Creedence del sobrenombre de un amigo de Tom Fogerty, Credence Nuball Creed (credo); Clear Water (agua limpia), de un spot publicitario de cerveza, y Revival del renovado compromiso de los cuatro con la banda. Otras propuestas eran «Muddy Rabbit», «Gossamer Wump» y «Credence Nuball and the Ruby».
En 1968, Fogerty y Clifford finalizaron el servicio militar. Consecuentemente, los cuatro miembros de Creedence dejaron sus trabajos y elaboraron un calendario de duros ensayos y de conciertos por clubes de la región.
El álbum resultante de la propuesta inicial de Zaentz fue el homónimo Creedence Clearwater Revival, que ganó la atención de la crítica musical en un momento de auge de la cultura pop. La promoción del álbum fue también bien recibida, con la programación del sencillo Suzie Q (un éxito de finales de los años '50, original de Dale Hawkins) en numerosas cadenas de radio del área de la bahía de San Francisco, así como la cadena WLS de Chicago. Aficionados al blues apreciaron] y Chess. Suzie Q se convirtió en el primer sencillo del grupo en entrar en el Top 40, alcanzando el puesto 11 y convirtiéndose en el único éxito del grupo no compuesto por John Fogerty.

### 1969-1970: Reconocimiento internacional
Mientras llevaban a cabo un calendario de conciertos para capitalizar su álbum debut, el grupo trabajó en su segundo álbum, Bayou Country en los RCA Studios de Los Ángeles. Publicado en enero de 1969, el álbum alcanzó el puesto 7 en las listas de Billboard, convirtiéndose en el primero de una larga lista de éxitos en los siguientes tres años.
Las siete canciones de Bayou Country representaban la lista de temas que conformaban sus conciertos. Por su parte, el álbum mostró una distintiva evolución, con un sonido más simple y directo en relación con el primer álbum del grupo. El sencillo Proud Mary, respaldado por Born on the Bayou, alcanzó el puesto #2 en las listas de Billboard. El tema se convirtió en una de las canciones más versionadas del grupo, con más de 100 grabaciones entre las que se incluye el éxito de 1971 de Ike y Tina Turner. Bob Dylan llegó a nombrar a «Proud Mary» como su sencillo favorito de 1969. El álbum también incluyó versiones de clásicos como «Good Golly Miss Molly», de Little Richard.
En marzo de 1969, fue publicado Bad Moon Rising como sencillo, con Lodi como cara B, alcanzando el puesto #2 en las listas de éxitos. El tercer álbum de Creedence Clearwater Revival, Green River, fue publicado en agosto y rápidamente certificado como disco de oro junto al sencillo Green River, que también llegó al puesto #2. La cara B de Green River, Commotion, alcanzó el puesto #30. El tema Lodi se convertiría también en un éxito en las emergentes estaciones de radio de FM. Por otra parte, el énfasis de la banda por crear nuevas versiones de sus temas favoritos continuó con The Night Time Is the Right Time.
Creedence continuó ofreciendo conciertos, entre los que se incluyeron el Atlanta Pop Festival y el Festival de Woodstock. El concierto de Creedence no fue incluido finalmente en el video del festival ni en su banda sonora debido a que el propio Fogerty consideró que el concierto no fue decente. La banda llegaría incluso a quejarse de que tuvieron que salir al escenario a las tres y treinta y uno de la madrugada tras Grateful Dead, quienes sobrepasaron el tiempo estimado interpretando varias jams. Cuando Creedence Clearwater Revival saltó al escenario, gran parte del público había abandonado el festival.
A pesar del revés ocurrido en Woodstock, Creedence se mantuvo ocupado grabando su cuarto álbum, Willy and the Poor Boys, publicado en noviembre de 1969. Down on the Corner y Fortunate Son alcanzarían los puestos #3 y #4 respectivamente a finales de año. Al igual que sus anteriores trabajos de estudio, Willy and the Poor Boys incluía versiones de temas clásicos como Cotton Fields y Midnight Special. El éxito de Down On The Corner, así como de los sencillos, sirvieron de empuje para la consolidación final de Creedence a finales de 1969, quienes en menos de un año habían grabado tres discos y cuatro singles de éxito.
En 1970, Creedence Clearwater Revival publicó un nuevo sencillo, Travelin' Band / Who'll Stop the Rain, inspirado, según declararía el propio Fogerty, por la experiencia de la banda en Woodstock. Las semejanzas entre Travelin' Band y el tema de Little Richard Good Golly, Miss Molly provocaron una demanda que finalmente fue desestimada. Durante ese tiempo, el sencillo había alcanzado el segundo puesto en las listas de Billboard. El 31 de enero de 1970, Creedence grabó el concierto ofrecido en el Coliseum de Oakland, California, posteriormente emitido como especial de televisión y publicado como álbum. En febrero, el grupo fue retratado para la portada de la revista musical Rolling Stone, si bien solamente John Fogerty fue entrevistado para la ocasión.
En abril de 1970, Creedence estaba preparada para comenzar una gira europea. Para acompañar los conciertos, Fogerty escribió los temas Up Around the Bend y Run Through the Jungle, relacionada con los problemas de violencia que sufría Estados Unidos en la época. El sencillo, compuesto, grabado y publicado en apenas una semana, alcanzó el puesto #4, asegurando una respuesta entusiasta por parte del público europeo y un éxito comercial tanto en Estados Unidos como en el resto del mundo.
Tras la gira europea, el grupo volvió a los estudios de Wally Heider en San Francisco para grabar el álbum Cosmo's Factory. El título del álbum surgió como una broma sobre las comodidades de ensayo y la ética de trabajo a lo largo de los años. (El apodo del batería Doug Clifford era Cosmo, debido a su gran interés por temas ecologistas y astronómicos.) El álbum incluyó los temas Travelin' Band y Up Around the Bend, además como otros temas de la índole de Ramble Tamble, que describía ambiciosamente la vida en Estados Unidos, integrada por policías en la esquina y actores en la Casa Blanca.
Cosmo's Factory fue publicado en julio de 1970 junto a un nuevo sencillo de éxito, Lookin' Out My Back Door/Long As I Can See the Light, que alcanzaría la segunda posición en las listas estadounidenses. Entre los temas figuraban una improvisación de once minutos de R&B, I Heard It Through the Grapevine, éxito de 1968 interpretado por Marvin Gaye y Gladys Knight & the Pips, y un homenaje al Ooby Dooby de Roy Orbison. Por entonces, el rango musical de John Fogerty se había expandido, moviéndose hacia nuevos instrumentos como el dobro, los teclados y el saxofón, así como hacia armonías vocales más perfeccionadas y trucos de grabación. Cosmo's Factory se convertiría en el álbum más vendido de Creedence Clearwater, alcanzando el primer puesto de la Billboard 200 y el puesto #11 de la lista de álbumes soul.

### 1971-1972: Deterioro y disolución
Las sesiones de grabación de Cosmo's Factory fueron el inicio de las tensiones entre los cuatro miembros del grupo, debido a las incesantes giras y al calendario de grabaciones que se interponía entre los conciertos. John había tomado literalmente el control del grupo en los asuntos comerciales y artísticos. La situación comenzó a exasperar a Tom, Stu y Doug, quienes querían tener una mayor representación en el trabajo del grupo. John resistió, sintiendo que un proceder democrático dentro del grupo acabaría con el éxito de Creedence Clearwater Revival. Otras interpretaciones aluden a la decisión de John en un concierto en Nebraska de no interpretar bises en los conciertos.
Uno de los puntos más conflictivos dentro del grupo sería una toma de decisión de John Fogerty como mánager empresarial, que dejó a los miembros de Creedence sin regalías y abriendo batallas legales para recuperar los ingresos. Sin el conocimiento de los otros tres miembros del grupo, John acordó junto a Saul Zaentz y sus abogados mover el capital del grupo a un banco de Nassau, debido a problemas fiscales y de impuestos. Años más tarde, Zaentz y sus asociados acabarían por sacar del banco los ingresos previamente a la disolución del grupo. En 1978, daría comienzo una serie de juicios propiciados por los miembros de Creedence para recuperar el dinero perdido, siendo visto para sentencia en abril de 1983, cuando una corte de California sentenció la devolución de 8,6 millones de dólares a los miembros del grupo. Una ínfima parte del dinero sería recuperado finalmente por los miembros de Creedence, a pesar de su victoria legal.
Con semejantes precedentes, en diciembre de 1970 fue publicado Pendulum, un nuevo trabajo de estudio del grupo con notables ventas, además del sencillo «Have You Ever Seen the Rain?». El álbum marcaría un nuevo rumbo en la producción del grupo, eliminando parte del muro de sonido propio de los álbumes previos.
A pesar de las innovaciones musicales y del éxito del grupo, las diferencias personales entre Tom y John Fogerty no encontraban solución. Después de las sesiones de grabación de Pendulum, Tom, quien había dejado el grupo en contadas ocasiones aunque siempre había regresado finalmente a sus labores, abandonó definitivamente la formación. Su marcha fue hecha pública en febrero de 1971, y aunque los restantes miembros del grupo consideraron reemplazarlo, no lo hicieron. Tom Fogerty grabaría en solitario su disco solista que solo se llamaría "Tom Fogerty" que más o menos se escuchó pero no con la vehemencia de su grupo anterior.
En la primavera de 1971, John Fogerty informó a Cook y a Clifford que la banda continuaría adelante adoptando una solución democrática, en la que cada miembro del grupo escribiría y cantaría su propio material. Fogerty contribuiría con la guitarra rítmica en las canciones de sus compañeros, propiciando un cambio considerable en el sonido de Creedence. La nueva ética de trabajo dio como resultado el sencillo Sweet Hitch-Hiker, publicado en julio de 1971 y respaldado por el tema de Stu Cook Door to Door. El grupo se embarcó en una gira por Europa y Estados Unidos durante el verano y el otoño, con el tema de Cook incluido en la lista de canciones de los conciertos. A pesar del continuo éxito comercial del grupo, la relación tensional entre los tres miembros del grupo comenzaría a agrietarse.
El último álbum de Creedence Clearwater Revival, Mardi Gras, fue publicado en abril de 1972, que tenía como característica principal foto en blanco y gris de una niña gitana, en tres cuartos de perfil de medio cuerpo con una pandereta en su mano derecha incluyendo por primera y última vez canciones compuestas por Fogerty, Cook y Clifford. A diferencia de sus anteriores trabajos, Mardi Gras recibió reseñas negativas y obtuvo ventas menores en relación con otros trabajos de Creedence. El álbum alcanzó el puesto #12 de las listas de Billboard.
Tras la publicación de Mardi Gras, Fogerty no sólo comenzó a agrietar aún más la relación con sus compañeros de grupo, sino que además comenzó a ver la relación del grupo con Fantasy Records como onerosa, observando que el dueño del sello, Saul Zaentz, había negado la posibilidad de mejorar el contrato del grupo. Al respecto, Stu Cook llegaría a comentar que a causa del pobre juicio de Fogerty, Creedence tenía el peor contrato discográfico de todos los músicos estadounidenses de éxito.
A pesar de la pobre recepción de Mardi Gras y de las deterioradas relaciones, Creedence se embarcó en una nueva gira por Estados Unidos. Seis meses después, el 16 de octubre de 1972, Fantasy Records y el grupo anunciaban oficialmente la disolución y desbandada de Creedence Clearwater Revival.

## Después de Creedence Clearwater Revival

### John Fogerty

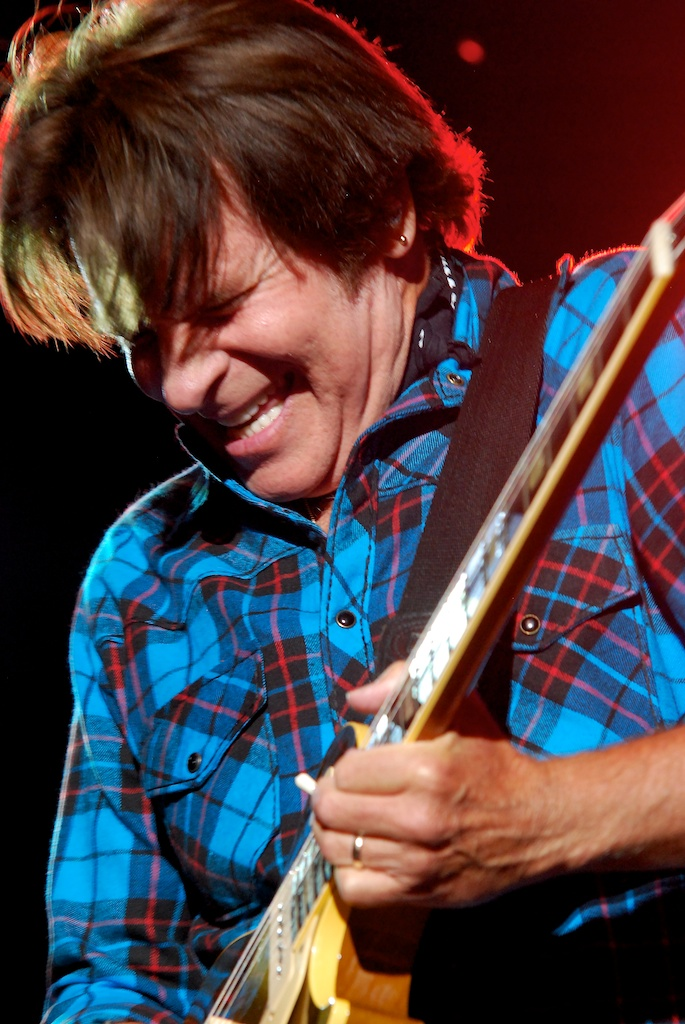
John Fogerty como solista ha tenido una exitosa carrera durante años después de la disolución de CCR. Aquí está en una presentación en directo en 2011

En 1973, John comenzó su carrera en solitario con la publicación de The Blue Ridge Rangers. Bajo el antiguo contrato con Fantasy Records, Fogerty debía aún ocho discos al sello. Finalmente, John acabó por rehuir sus compromisos con Fantasy. La pasividad de Fogerty sería finalmente resuelta cuando Asylum Records adquirió el contrato que lo vinculaba con Fantasy Records por 1.000.000 de dólares. Su siguiente trabajo, Centerfield, se convirtió en un éxito de ventas en 1985. En 1986 se embarcó en una gira, en la que fue criticado por no interpretar canciones de Creedence, además de por sus problemas con la voz, que John acusó a la necesidad de testificar en varios juicios. La explicación de Fogerty para no interpretar temas de Creedence en directo se debía a que debía pagar derechos de autor al por entonces propietario de los temas, Saul Zaentz.
Con la publicación de Centerfield, Fogerty se encontró nuevamente inmerso en juicios con Zaentz, quien lo acusaba de que la canción The Old Man Down the Road era una copia del tema de Creedence Run Through the Jungle. Desde que Fogerty se había desvinculado con Fantasy Records, las canciones de Creedence habían pasado a formar parte del catálogo de Fantasy, por lo que demandó a Fogerty por autoplagio. Aunque el jurado sentenció a favor de Fogerty, acabaría por perder otro juicio por difamación a causa de la canción Zanz Kant Danz, en el que decía «Zanz can't dance, but he'll steal your money» (lo que puede traducirse al español como ‘Zanz no puede bailar, pero sí te robará el dinero’), siendo obligado a editar la grabación, cambiando Zanz por Vanz.
El 19 de febrero de 1987, en el Palomino Club de Los Ángeles, Fogerty rompió la censura que había impuesto en 1972 a los temas de Creedence Clearwater Revival, junto a Bob Dylan y George Harrison, asegurando que «si no lo saben, todo el mundo piensa que Proud Mary es una canción de Tina Turner». En la actualidad, Fogerty sigue interpretando éxitos de Creedence y de su carrera en solitario.

### Tom Fogerty
Aunque Tom Fogerty también publicó álbumes en solitario, ninguno de ellos alcanzó el éxito de Creedence Clearwater Revival.
El tercer álbum de Tom en 1974, Zephyr National, fue el último en incluir a los cuatro miembros del grupo. Algunas de las canciones mantenían el sonido característico de Creedence, en particular Joyful Resurrection. Los cuatro miembros del grupo participaron en la canción, aunque John grabó su aportación aparte.
En septiembre de 1990, Tom Fogerty falleció de sida, que contrajo a través de una transfusión sanguínea durante una intervención quirúrgica.

### Stu Cook y Doug Clifford

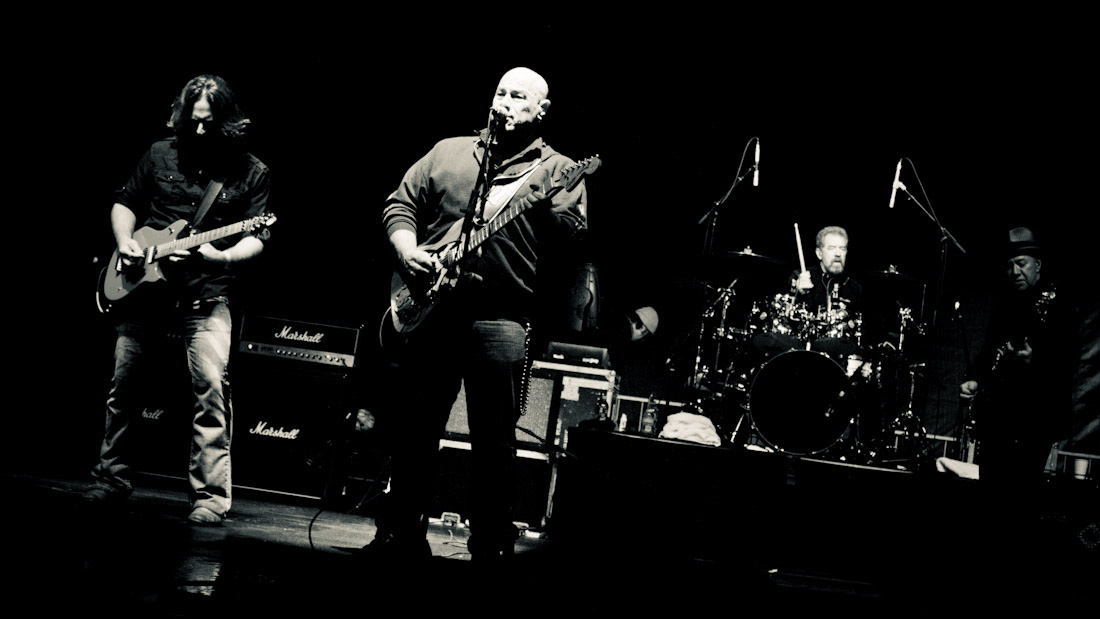
Creedence Clearwater Revisited en 1995

Doug Clifford y Stu Cook continuaron trabajando juntos tras la disolución de Creedence tanto como músicos de sesión como miembros de Don Harrison Band. Fundaron, además, Factory Productions, un servicio de grabación en Bay Area. Clifford publicó un trabajo en solitario, Cosmo, en 1972. Por su parte, Cook produjo el álbum de Roky Erickson Monster Opera y tocó el bajo junto a Southern Pacific en los años 80.
Tras un periodo de inactividad, ambos formaron "Creedence Clearwater Revisited" en 1995 junto a conocidos músicos y ofrecieron conciertos en los que se interpretaron temas de la banda original.

### Fantasy Records
Tras la ruptura del grupo, el sello Fantasy Records publicó varios álbumes recopilatorios y curiosidades como Pre-Creedence, una recopilación de las primeras grabaciones de The Golliwogs. Años después, Fantasy publicó una grabación en directo de Creedence Clearwater Revival bajo el título The Royal Albert Hall Concert. Desafortunadamente, el concierto había tenido lugar en Oakland, California, por lo que el álbum tuvo que ser reimpreso. Las ediciones publicadas después de 1981 titularon al álbum como The Concert.
El éxito de Creedence serviría a Fantasy Records y a su dueño Saul Zaentz para facturar una gran cantidad de dinero. De hecho, Fantasy construyó una nueva sede en 1971 en el 2600 Tenth Street de Berkeley, California. Zaentz también usó las ganancias para producir un amplio abanico de películas, incluida Alguien voló sobre el nido del cuco (Atrapado sin salida), premiada con cinco Oscar a la mejor película, mejor director (Milos Forman), mejor actor (Jack Nicholson), mejor actriz (Louise Fletcher), y mejor guion adaptado. En 2004, Zaentz vendió Fantasy Records a Concord Records. Como gesto de buena voluntad, la nueva dirección cumplió las promesas ofrecidas a los miembros de Creedence cuarenta años antes ofreciéndoles mayores regalías por las ventas de los discos.
John Fogerty, tras observar que Zaentz ya no estaba implicado en la compañía, firmó un nuevo contrato con Fantasy/Concord. En 2005, el sello discográfico publicó The Long Road Home, un álbum recopilatorio con canciones de Creedence y de John Fogerty en solitario. Su último álbum de estudio, Revival, sería publicado en Fantasy en octubre de 2007.

### Lista de Billboard
A pesar de los muchos hits que tuvo durante su actividad profesional como grupo, Creedence nunca pudo lograr un número uno en la lista de Billboard. Sin embargo, logró ubicar cinco canciones en la segunda posición de dicha lista: "Proud Mary" ("Orgullosa María"), "Bad Moon Rising" ("Mala Luna naciente"), "Green River" ("Río Verde"), "Travelin' Band" ("Banda Viajera") y "Lookin' Out my Back Door/Long As I Can See the Light" ("Mirando por mi puerta trasera/Mientras pueda ver la luz").

## Formaciones
| Años      | Formación | Publicaciones |
| --------- | --- | --- |
| 1967–1971 | - John Fogerty: voz, guitarra, armónica, teclados y saxofón - Tom Fogerty: guitarra, piano y coros - Stu Cook: bajo, órganos y coros - Doug Clifford: batería, percusión y coros | - Creedence Clearwater Revival (1968) - Bayou Country (1969) - Green River (1969) - Willy and the Poor Boys (1969) - Cosmo's Factory (1970) - Pendulum (1970) |
| 1971-1972 | - John Fogerty: voz, guitarra, teclados y armónica - Stu Cook: voz, bajo, teclados, guitarra y coros - Doug Clifford: voz, batería, percusión y coros                            | - Mardi Gras (1972) |

## Discografía
Álbumes de estudio
- Creedence Clearwater Revival (1968)
- Green River (1968)
- Bayou Country (1969)
- Willy and the Poor Boys (1969)
- Cosmo's Factory (1970)
- Pendulum (1970)
- Mardi Gras (1972)